# Filosofem
Filosofem je čtvrté studiové album sólového blackmetalového projektu Burzum norského hudebníka Varga Vikernese. Bylo nahráno v březnu 1993 ve studiu Breidablik a je Vikernesovou poslední nahrávkou před jeho uvězněním za vraždu a žhářství. Vyšlo až v lednu roku 1996 pod Misanthropy Records a Vikernesovým vlastním vydavatelstvím Cymophane Productions. K úvodní skladbě vznikl videoklip, který hrály hudební televizní stanice MTV a VH1.
Album je významné zejména pro svůj experimentální zvuk ve srovnání s ostatními alby druhé vlny black metalu. Vikernes sám ho považoval za nahrávku jdoucí proti trendům tehdejší doby. Reakce kritiky byly převážně pozitivní, podle některých se jedná o nejlepší album v historii projektu Burzum.

## Historie
Varg Vikernes nahrál první čtyři studiová alba svého projektu Burzum mezi lednem 1992 a březnem 1993 v bergenské koncertní síni Grieghallen. Nahrávky vycházely postupně, vždy s několikaměsíční prodlevou mezi nahráváním a vydáním. Vikernes se mezitím stal součástí rané norské blackmetalové scény a poznal Euronymouse, kytaristu skupiny Mayhem. Údajně se spolu s ostatními hudebníky zúčastnil vypálení čtyř kostelů. V srpnu 1993 Vikernes Euronymouse před jeho bytem v Oslu ubodal; později tvrdil, že v sebeobraně. Za několik dní byl Vikernes zatčen a v květnu 1994 dostal za vraždu, žhářství a vlastnění trhavin v Norsku nejvyšší možný trest, a sice 21 let odnětí svobody.
Úvodní skladbu alba Filosofem, „Burzum“, nahrál Vikernes v září 1992 jako úplně první skladbu v historii skupiny; měla být součástí alba Hvit lyset tar oss. Nebyl s ní ale spokojen, proto ji o šest měsíců později nahrál znovu.

## Nahrávání a vydání
Nahrávání probíhalo záměrně ve špatných podmínkách, aby bylo dosaženo syrového lo-fi zvuku (úroveň produkce jako takové byla přitom vysoká). Vikernes tak vystupoval proti hudbě své doby, která se naopak snažila být ve všem dokonalá. Celá nahrávka vznikla za pouhých 17 hodin, všechny skladby byly nahrány na první pokus; dle Vikernese jsou případné drobné chyby přirozenou součástí hudby. Místo zesilovače zapojil kytaru do bratrova sterea a použil overdrive pedál. Svého zvukového technika požádal, aby mu na nahrání zpěvu poskytl nejhorší mikrofon, který měl; nakonec použil starou náhlavní soupravu z helikoptéry, čímž dosáhl zvuku, který je zastřený a jakoby vzdálený.
Album nakonec vyšlo až v lednu roku 1996 pod Misanthropy Records a Vikernesovým vlastním vydavatelstvím Cymophane Productions formou CD digipaku, později též jako limitovaná edice ve formátu A5. K úvodní skladbě vznikl videoklip režírovaný Davidem Palzerem. Natáčení probíhalo dle psaných pokynů, které Vikernes posílal z vězení. Jedná se o sestřih různých, převážně přírodních motivů – ohně, mraků, bouřky, lesů či balvanů popsaných runami. Video končí přibližujícím se záběrem na světlo, prosvítající skrz stromy. Klip vysílaly pod německým názvem „Dunkelheit“ hudební televizní stanice MTV a MTV2 (metalový pořad Headbanger's Ball) a VH1; vyšel také na kazetě.

## Skladby

Původní malba Op under Fjeldet toner en Lur od Theodora Kittelsena

Zvuk Filosofem se nese v duchu předchozího Vikernesova experimentování s minimalismem, opakovanými motivy a prvky ambientní hudby v rámci black metalu. Všechny skladby jsou poměrně dlouhé (nejkratší má přes sedm minut) a většinou se skládají jen z několika málo hudebních motivů. Například přes osm minut trvající skladbu „Jesu død“ tvoří převážně variace téhož kytarového riffu.
Úvodní píseň „Burzum“ („temnota“) stojí na pokraji black metalu a dark ambientu – důležitou roli hraje výrazná melodie syntezátoru, která doplňuje zkreslenou kytaru a chraplavé vokály. Další dvě písně se blíží klasickému black metalu, zejména rychlejším tempem a použitím techniky dvou basových bubnů. Nejdelší ambientní skladba v historii projektu Burzum, „Rundtgåing Av Den Transcendentale Egenbetens Støtte“, rovněž sestává téměř výhradně z jedné opakované melodie, která se v polovině změní z harmonického ostinata na basové. Zbývající dvojice skladeb s názvem „Decrepitude“ se navzájem doplňuje – první zahrnuje zpěv a kytary, druhá je instrumentální a zaměřuje se na klávesovou melodii a zvukové efekty na pozadí první písně.
Přední strana alba zobrazující dívku s trumpetou je výřez z obrazu Op under Fjeldet toner en Lur (Nahoře v horách zní trubka) norského malíře Theodora Kittelsena. Další jeho ilustrace se objevují v bookletu.

## Kritika

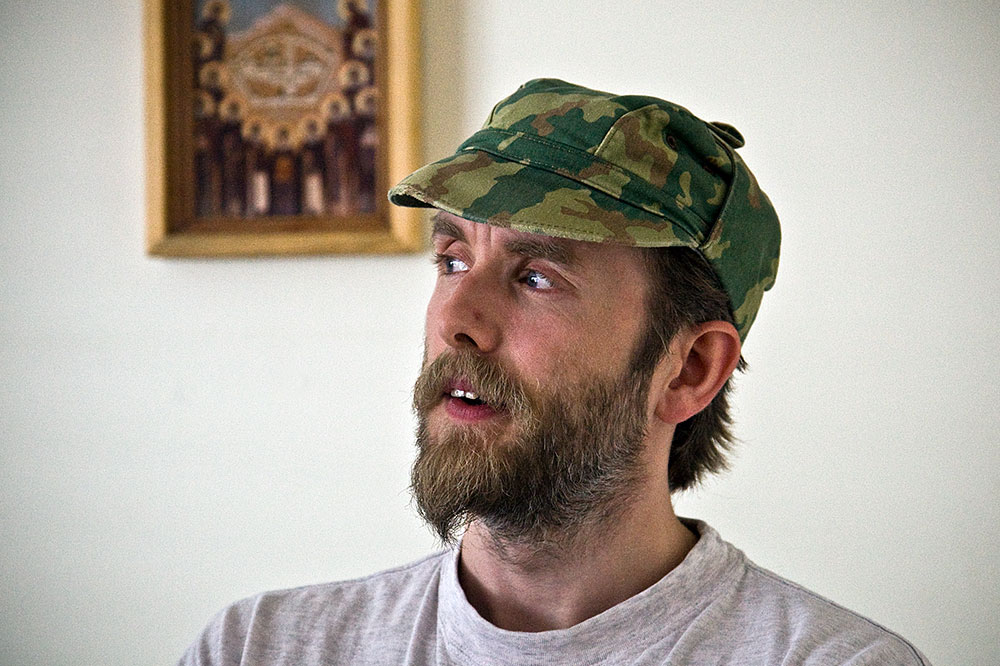
Autor alba, norský multiinstrumentalista Varg Vikernes

Filosofem bylo díky Vikernesově slávě (na blackmetalové album) velkým prodejním úspěchem. Reakce kritiky byly převážně pozitivní; recenzenti většinou kritizovali (pokud vůbec něco) skladbu „Rundtgåing“ pro její monotónnost a neoriginalitu. Robert Müller z magazínu Metal Hammer k ní napsal toto: „Je to téměř nekonečně dlouhá klávesová kompozice, na které neshledávám nic, o čem by stálo za to napsat.“ Album však zároveň podle něj obsahuje čtyři do té doby nejlepší skladby projektu Burzum a proto mu celkem dal pět bodů ze sedmi. Různé zdroje album považují za poslední z „klasické éry“ Burzum a často také za nejlepší desku v historii skupiny. Vikernes sám nahrávku považuje za „poněkud zvláštní, a rozhodně ne dokonalou, ale dobrou“.
Album se rovněž umístilo v mnoha žebříčcích blackmetalových alb – dostalo se na 17. místo 30 nejlepších blackmetalových alb magazínu Loudwire a na 9. místo 100 nejlepších blackmetalových alb magazínu Decibel, na stránce bestblackmetalalbums.com je 26. ze 100 nejlepších blackmetalových nahrávek a jedno z více než 150 alb, které jsou označené jako „klasika“.

## Odkaz
Coververzi skladby „Burzum“ nahrály např. maďarské blackmetalové skupiny Teurgia a Svoid či americká kapela Utstøtt.
Zkrácená verze „Rundtgåing Av Den Transcendentale Egenbetens Støtte“ je součástí soundtracku amerického experimentálního filmu Gummo. Opakující se motiv z této skladby použil rapper Gucci Mane v písni „Pussy Print“ na svém devátém studiovém albu Everybody Looking.

## Seznam skladeb
CD, kazety a LP reedice
Všechny skladby napsal(i) Varg Vikernes. 
| Pořadí         | Název                                                                                                   | Německá verze                                            | Délka |
| -------------- | --- | -------------------------------------------------------- | ----- |
| 1.             | Burzum („Temnota“)                                                                                      | „Dunkelheit“                                             | 7:05  |
| 2.             | Jesu død („Ježíšova smrt“)                                                                              | „Jesus' Tod“                                             | 8:39  |
| 3.             | Beholding the Daughters of the Firmament“ („Pozorování dcer oblohy“)                                    | „Erblicket die Töchter des Firmaments“                   | 7:53  |
| 4.             | Decrepitude .i. („Vetchost .i.“)                                                                        | „Gebrechlichkeit .i.“                                    | 7:53  |
| 5.             | Rundtgåing av den transcendentale egenhetens støtte („Obcházení transcendentálního sloupu singularity“) | „Rundgang um die transzendentale Säule der Singularität“ | 25:11 |
| 6.             | Decrepitude .ii. („Vetchost .ii.“)                                                                      | „Gebrechlichkeit .ii.“                                   | 7:53  |
| Celková délka: | Celková délka:                                                                                          | Celková délka:                                           | 64:34 |

- Kazetová vydání začínají stranu B skladbou „Rundtgåing“. Na reedicích LP od roku 2005 je „Rundtgåing“ na straně C a „Decrepitude .ii.“ na straně D.

Původní LP
| Strana A | Strana A                                 | Strana A                               | Strana A |
| Pořadí   | Název                                    | Německá verze                          | Délka    |
| -------- | ---------------------------------------- | -------------------------------------- | -------- |
| 1.       | Burzum                                   | „Dunkelheit“                           | 7:05     |
| 2.       | Jesu død                                 | „Jesus' Tod“                           | 8:39     |
| 3.       | Beholding the Daughters of the Firmament | „Erblicket die Töchter des Firmaments“ | 7:53     |

| Strana B | Strana B         | Strana B               | Strana B |
| Pořadí   | Název            | Německá verze          | Délka    |
| -------- | ---------------- | ---------------------- | -------- |
| 1.       | Decrepitude .i.  | „Gebrechlichkeit .i.“  | 7:53     |
| 2.       | Decrepitude .ii. | „Gebrechlichkeit .ii.“ | 7:53     |

| Strana C | Strana C                                            | Strana C                                                 | Strana C |
| Pořadí   | Název                                               | Německá verze                                            | Délka    |
| -------- | --------------------------------------------------- | -------------------------------------------------------- | -------- |
| 1.       | Rundtgåing av den transcendentale egenhetens støtte | „Rundgang um die transzendentale Säule der Singularität“ | 25:11    |

## Sestava
- Varg Vikernes (Count Grishnackh) – vokály, kytara, baskytara, bicí, syntezátory, produkce
- Elrik Hundvin (Pytten) – produkce